# Lỗ Thành công
Lỗ Thành công (chữ Hán: 魯成公, trị vì 590 TCN-573 TCN), tên thật là Cơ Hắc Quăng (姬黑肱), là vị quốc quân thứ 22 của nước Lỗ - chư hầu nhà Chu trong lịch sử Trung Quốc.
Lỗ Thành công kế vị ngôi quốc quân từ phụ thân là Lỗ Tuyên công khi mới 13 tuổi. Dưới những năm nắm quyền của ông, nước Lỗ tiếp tục suy yếu và bị sự chèn ép từ các chư hầu lớn xung quanh; trong khi ba nhà thế gia (Tam Hoàn: Quý tôn, Thúc tôn, Mạnh tôn) tiếp tục lấn át thâu tóm thực quyền, ngôi quốc quân dần trở nên hữu danh vô thực.

## Thân thế và cuộc sống ban đầu
Cơ Hắc Quăng là con trai đích trưởng của Lỗ Tuyên công, quốc quân thứ 21 của nước Lỗ, do Đích phu nhân của Tuyên công là Mục Khương - công chúa nước Tề - sinh ra. Ông chào đời năm 603 TCN.
Mùa đông năm 591 TCN, Lỗ Tuyên công bàn mưu với quan đại phu họ Đông Môn là Công tôn Quy Phụ mưu trừ bỏ thế lực của ba họ Hoàn để lấy lại thực quyền cho công thất, nhưng chưa kịp thực hiện thì Tuyên công bạo bệnh mà mất. Quý tôn Hàng Phủ, người đứng đầu Tam Hoàn, chớp lấy thời cơ đoạt được thực quyền, đuổi cả họ Đông Môn ra khỏi nước Lỗ. Ngày tết nguyên đán năm tiếp theo (590 TCN), công tử Hắc Quăng năm đó 13 tuổi, làm lễ đăng cơ ngôi quốc quân, tức là Lỗ Thành công.

## Trị vì thời kì đầu
Tháng 3 năm 590 TCN, nước Lỗ đặt ra thuế khưu giác. Theo phép đánh thuế này, cứ một khưu (144 dân phu) bắt ra bốn con ngựa, mười hai con bò, ba lính mặc giáp, 72 bộ binh. Như vậy số binh lính bắt được tăng gấp 4 lần. Bấy giờ Tề và Sở liên minh với nhau và cùng chống lại nước Tấn. Vì Lỗ ở gần Tề và những năm cuối đời Tuyên công quan hệ giữa hai nước không được tốt, nên nước Lỗ lật đật lo sửa khí giới, đúc binh khí và bắt dân phu để đề phòng người Tề.
Mùa xuân năm 589 TCN, Tề Khoảnh công lấy lý do Lỗ ngả theo Tấn, đánh vào phía bắc của nước Lỗ, vây ấp Long rồi tràn vào ấp Sào Khưu, quân Lỗ tan chạy. Quân Tề lại đánh sang nước Vệ. Lỗ hầu và Vệ hầu đều sai người đến Tấn xin viện quân. Tháng 6 năm đó, Lỗ Thành công cử Quý tôn Hàng Phủ, Tang tôn Hứa, Thúc tôn Kiều Như, Công tôn Anh Tề xuất sư hội với quân đội của Tấn, Vệ và Tào giao tranh với quân Tề ở núi Mị Châm, suýt chút đã bắt được Tề hầu. Mùa thu năm đó, Tề sư thất bại, phải sai sứ sang cầu hòa với người Tấn. Theo một điều khoản của hòa ước, nước Tề trả lại ruộng ở Vấn Dương cho nước Lỗ.
Những năm cuối đời Tuyên công, nước Lỗ từng sai sứ tới Sở xin kết minh, nhưng giữa lúc Sở Trang vương và Lỗ Tuyên công đều qua đời, nên Lỗ lại ngả theo Tấn và cùng tham gia vào chiến dịch phạt Tề. Cho nên vào tháng 11 năm đó, Lệnh doãn nước Sở là công tử Anh Tề xâm lấn đất Thục thuộc nước Lỗ. Lỗ công sai Tang Tôn đến xin nghị hòa với Sở, nhưng Tang Tôn từ chối; quân Sở tiến tới Dương Kiêu. Quan đại phu họ Mạnh xin với vua chọn 100 người thợ mộc, thợ may, thợ dệt và công tử Hành (em Thành công) đến làm con tin ở Sở, người Sở mới chịu cho hòa. Ngày Bính Thân, Lỗ Thành công đến hội thề với công tử Anh Tề nước Sở, Sái hầu, Hứa nam, đại phu Hoa Nguyên nước Tống, Công tôn Ninh nước Trần, Tôn Lương Phu nước Vệ, công tử Khí Tật nước Trịnh hội thề ở đất Thục thuộc Lỗ quốc. Minh hội này nước Lỗ cố tình ém nhẹm đi, vì sợ phật lòng vua Tấn.
Đầu năm 588 TCN, Tấn Cảnh công nhân vừa mới thắng nước Tề, bèn triệu Lỗ hầu cùng Tống công, Vệ hầu, Tào bá cùng phạt Trịnh là đồng minh của Sở. Tướng Trịnh là công tử Yển phá tan liên quân năm nước ở Khâu Dư. Tháng 2 năm đó, Lỗ công trở về nước. Ngày Giáp Tí, miếu quân phụ là Tuyên công bị cháy, Thành công thân hành đến khóc ba ngày.
Tháng 4 năm 587 TCN, Lỗ Thành công đến chầu vua Tấn, nhưng Tấn Cảnh công tỏ ra không coi trọng. Lỗ Thành công bất bình bỏ đi. Mùa thu năm đó, ông đem việc bị Tấn hầu làm nhục nói với quần thần, muốn bỏ Tấn theo Sở, nhưng Quý tôn Hàng Phủ can ngăn, ông đành gác việc đó đi, nhưng cũng cho đắp thành ở ấp Vận để phòng ngự quân Tấn.

## Trị vì thời kì giữa
Năm 586 TCN, Tấn Cảnh công hội chư hầu các nước Tề, Lỗ, Tống, Trịnh, Tào, Chu, Kỷ ở đất Trùng Lao, Lỗ Thành công đến dự hội.
Năm 585 TCN, quân Lỗ chiếm được ấp Chuyên thuộc nước Châu. Tháng 6 năm đó, Châu tử tới chầu vua Lỗ. Tháng 8 năm 584 TCN, vì Trịnh bỏ Sở theo Tấn nên bị nước Sở thảo phạt. Lỗ công bèn đến hội với Tấn hầu, Tề hầu, Tống công, Vệ hầu, Tào bá, Cử tử, Châu tử, Kỷ bá cứu Trịnh, rồi các nước lễ đồng minh ở đất Mã Lăng.
Tháng 1 năm 583 TCN, Tấn Cảnh công muốn giữ quan hệ với nước Tề, nên sai Hàn Xuyên đi sứ nước Lỗ buộc Lỗ đem ruộng Vấn Dương khi trước trả lại cho Tề. Các nước chư hầu bất mãn vì việc này. Tháng 7 năm đó, Thiên tử nhà Chu sai Thiệu bá tới ban các đồ sắc phẩm và huy hiệu cho Lỗ công.
Em gái Lỗ Văn công là Thúc Cơ được gả làm phu nhân cho Kỷ Hoàn công, sau không rõ lý do gì mà Thúc Cơ bỏ trốn về nước Lỗ. Tháng 1 năm 582 TCN, Thúc Cơ qua đời, Lỗ công bèn ép Kỷ bá sang đón Thúc Cơ về Kỷ táng theo lễ phu nhân. Tháng 2 năm đó, Lỗ và Tống kết thông gia với nhau, Thành công sai Quý tôn Hàng Phủ đưa em gái cùng mẹ là Bá Cơ sang Tống để kết hôn với Tống Cung công.
Tháng 7 năm 581 TCN, nhân Tấn Cảnh công mới mất, Lỗ Thành công sang điếu tang, người nước Tấn bèn giữ Lỗ công ở lại bắt dự lễ chôn Tấn hầu vào cuối năm đó. Trong ngày chôn cất, trừ vua Lỗ ra thì không chư hầu nào tới dự, nên người Lỗ coi là một sự xấu hổ. Sau đó, người Tấn lại cho là Lỗ công có ý muốn theo Sở, Lỗ công phải xin cùng thề với họ mới được thả về vào tháng 3 năm 580 TCN. Tổng cộng ông bị giam giữ ở Tấn trong 9 tháng. Sau đó, vua nối ngôi là Tấn Lệ công sai Khước Thù tới Lỗ và Lỗ công phải ăn thề với họ Khước. Kinh Xuân Thu cho là đây là việc làm tỏ sự coi thường của Tấn đối với Lỗ.
Đầu năm 578 TCN, Tấn Lệ công triệu tập các chư hầu bàn việc thảo phạt nước Tần. Lỗ công nhân trên đường sang Tấn sẵn tiện ghé vào Lạc Dương triều yến Chu Giản vương, rồi mới đến dự minh hội với các chư hầu gồm Tề, Vệ, Tào, Trịnh, Tống, Chu, Đằng tiến vào địa giới Tần quốc. Liên quân do Tấn đứng đầu đánh bại quân Tần ở đất Mã Toại, bắt được tướng Tần là Thành Sai và Bất Canh Nhữ Phủ.

## Trị vì thời kì cuối
Mùa thu năm 577 TCN, Thành công sai Thúc tôn Kiều Như (Thúc Tuyên Bá) sang Tề xin cưới công chúa nước Tề về làm Công phu nhân. Tháng 9 năm đó, Kiều Như hộ tống Tiểu quân Khương thị về nước Lỗ.
Ngày Quý Sửu tháng 3 năm 576 TCN, Lỗ Thành công đến đất Thích hội chư hầu cùng với Tấn Lệ công. Trong buổi hội đó, Tấn hầu lấy cớ Tào bá giết Thế tử của vua anh mà đoạt ngôi, nên bắt Tào bá đưa về giam ở Lạc Dương. Cùng năm đó Thành công hội với Ngô vương Thọ Mộng ở đất Chung Ly.
Mùa thu năm 575 TCN, nhân Tấn vừa thắng Sở ở trận Yển Lăng và chuẩn bị đánh Trịnh, Lỗ Thành công bèn tới đất Sa Tùy thuộc nước Tống đến dự thề với Tấn hầu. Trước khi Lỗ công rời kinh, Tuyên phu nhân là Mục Khương (vốn có tư tình với Thúc tôn Kiều Như và ghét bỏ hai nhà Quý, Mạnh) tới ấp Hoại Đồi tiễn đưa ông và đòi đuổi Quý tôn Hàng Phủ cùng Trọng tôn Miệt ra khỏi Lỗ quốc. Thành công vì e ngại thế lực hai nhà nên không dám nghe theo. Mục Khương lấy làm giận, nhân gặp hai công tử Yển và Sừ (con của Tuyên công với người cơ thiếp khác) đi quan, mới dọa rằng nếu không chịu nghe lời thì sẽ đưa một trong hai công tử lên thế quân vị. Lỗ công có ý lo sợ, bèn bố trí phòng bị cẩn thận ở cung điện, cho nên tới hội thề chậm trễ. Thúc tôn Kiều Như bèn sai người gièm với Tấn hầu rằng việc vua Lỗ chần chừ không đến hội là tại có ý ăn ở hai lòng với Tấn. Lệ công nước Tấn giận, bèn bỏ không đón tiếp Lỗ công.
Tháng 7 năm đó, Lỗ công lại đến dự hội với chư hầu. Thái phu nhân lại ra đòi yêu sách như lần trước, Thành công lại bố trí phòng bị trong cung điện. Sau đó liên quân chư hầu thảo phạt nước Trịnh, nhưng quân Lỗ chỉ tiến tới Đốc Dương ở phía đông của Trịnh chứ không giao chiến trực tiếp; còn quân đội Tống, Tề và Vệ đều bị quân Trịnh đánh tan. Tháng 9 cùng năm, người Tấn lấy cớ Thành công đến dự hội trễ nải, toan bắt giam ông lại. Quý tôn Hàng Phủ xin chịu lỗi thế cho vua, vì thế người Tấn Hàng Phủ. Ở trong nước, Mục Khương và Kiều Như thư từ với người Tấn, đề nghị họ giết Quý tôn còn mình trong nước sẽ giết Mạnh tôn sau đó đem nước Lỗ quy phục nước Tấn, nhưng người Tấn chưa thi hành theo.
Lỗ Thành công bấy giờ vẫn chưa về nước, sai người em họ là Công tôn Anh Tề tới Tấn đình xin tội cho Hàng Phủ. Quan chính khanh của Tấn là Loan Thư nghe lời thuyết phục của Anh Tề mới cho thả họ Quý về nước. Tháng 10 năm 575 TCN, ngày Ất Hợi, các đại phu nước Lỗ liên hợp đuổi Thúc tôn Kiều Như qua nước Tề, trục xuất Thái phu nhân ra Đông cung. Lúc đó Thành công đang dừng quân ở biên giới đợi Quý tôn thị, rồi cùng nhau về nước. Tháng 12, Quý tôn Hàng Phủ cho người triệu hồi em của Thúc tôn Kiều Như là Thúc tôn Báo đang ở Tề về kế tập họ Thúc. Kiều Như sau khi sang Tề lại thông gian với Thái phu nhân của Tề là Thanh Mạnh Tử, mẫu thân của Tề Linh công. Sau đó Lỗ Thành công giết người em là công tử Yển vì cho Yển là đồng đảng với họ Thúc.
Từ tháng 10 đến tháng 11 năm 574 TCN, Lỗ Thành công đem quân hội với Tấn để thảo phạt Trịnh. Tháng 3 năm 573 TCN, ông sang Tấn để chầu tân quân của họ là Điệu công. Mùa thu cùng năm, Kỷ bá tới chầu Lỗ công, và đàm đạo với nhau về việc nước Tấn. Thành công có lời khen đối với vị vua mới của Tấn.
Tháng 8 năm đó, Lỗ công cho xây vườn nuôi hươu ở trong cung điện. Ngày Kỷ Sửu cùng tháng, Lỗ Thành công mất tại tẩm điện, hưởng dương 31 tuổi. Con ông là Thế tử Ngọ mới 3 tuổi lên nối ngôi, tức Lỗ Tương công. Lỗ Thành công tại vị 18 năm.
Lễ chôn cất Lỗ Thành công được tiến hành vào cuối năm 573 TCN.

## Đánh giá
Việc Lỗ Thành công giết chết người em ruột bị sử gia Ngô Trừng coi là bất nhân
...Yển dù có bị Mục Khương chỉ tay, nhưng bất quá Mục Khương chỉ là ép Lỗ công theo ý mình, chưa hẳn thực có mưu phế lập, và Yển cũng thế. Nay Kiều Như đã bị đuổi, Thành công nên tu thân, tề gia, để lấy đó cảm hóa người mẹ. Uy quyền là ở mình, Yển dù thực có tà tâm cũng không làm gì được. Nay không can được mẹ, lại còn giận đến em, giết đi; coi truyện Thuấn đối với Tượng còn ra thế nào...
Lý Liêm đánh giá
Thành công ở ngôi 18 năm. Từ trận An về sau, trước khi đất Vấn Dương chưa trở về Tề thì Lỗ thờ Tấn rất cẩn thận. Từ sau khi Vấn Dương về Tề, thì giữa Lỗ, Tấn có hiềm khích. Tuy nhiên, Lỗ vẫn còn thờ Tấn. Đông có thù với Tề, nam bị khuất với Sở, đặt ra Khưu giáp thì việc binh chính có đổi. Bốn vị Khanh thêm quyền, thì nhà vua kém, suy. Lỗ không còn có được một điều gì hay nữa. Kịp đến khi có lỗi với Tấn, Lỗ hội lễ táng mà bị giữ, tới lễ sính mà phải chịu thề. Bị khốn ở Sa Tùy. Bị nhục ở Thiều Khưu. Kiều Như gian dối. Phu nhân kém đức. Loạn tự trong sinh ra. Từ Ẩn công tới nay, Lỗ chưa từng đến mức như thế. Về cuối đời, may có được Tấn Điệu hưng khởi, quốc gia vô sự, mà một đời có được bầy tôi như Quý Văn tử (tức Hàng Phủ), Mạnh Hiến tử (Trọng tôn Miệt), Tử Thúc Thanh Bá (Công tôn Anh Tề), Tang Tuyên Thúc, Tang Vũ Trọng, đều là hạng hiền trí, cho nên còn có thể duy trì được, và gỡ được các nạn trong nước. Nếu không thì Lỗ không còn gì nữa.